# Tibellus armatus
Tibellus armatus là một loài nhện trong họ Philodromidae.
Loài này thuộc chi Tibellus. Tibellus armatus được Roger de Lessert miêu tả năm 1928.